# Bestallungsurkunde
Die Aushändigung einer Bestallungsurkunde (auch kurz Bestallung) ist die Form, in der eine Bestellung erfolgt, also die Zulassung zu einem Beruf; so werden z. B. Notare von der Landesjustizverwaltung durch Aushändigung einer Bestallungsurkunde bestellt und ebenso z. B. Seelotsen in einem Revier, deren Bestallung mit Aushändigung der Bestallungsurkunde wirksam wird.  Hier hat die Aushändigung eine konstitutive Bedeutung, während die deklaratorische Bedeutung im Zusammenhang mit einem Betreuerausweis seit 2022 nicht mehr gültig ist. Des Weiteren wird der Begriff zuweilen im Sinne von Approbation verwendet.